# Lake Vincent
Der Lake Vincent ist ein See im Southland District der Region Southland auf der Südinsel von Neuseeland.

## Geographie
Der Lake Vincent befindet sich rund 1,6 km südöstlich des Toetoes Harbour und mit rund 640 m nicht weit von der Küste der Toetoes Bay entfernt. Der See umfasst eine Fläche von 15,1 Hektar und erstreckt sich über eine Länge von rund 1,14 km in Nordwest-Südost-Richtung sowie über eine maximale Breite von rund 175 m. Mit seinen sieben Seitenarmen bemisst sich die Uferlinie auf eine Länge von rund 4,59 km.
Gespeist wird der See über einige wenige Bäche, wohingegen ein einzelner Abfluss des Sees aufgrund der kleinen von Farmern gebauten Kanäle nicht ausgemacht werden kann. Die Kanäle entwässern das Land in Summe aber in Richtung des südlichen Endes des Toetoes Harbour.